# اسکال ولی (آریزونا)
اسکال ولی (به انگلیسی: Skull Valley) یک منطقهٔ مسکونی در ایالات متحده آمریکا است که در شهرستان یاواپای، آریزونا واقع شده‌است. اسکال ولی ۷۴۳ نفر جمعیت دارد.